# William Henry Jackson
William Henry Jackson (4 d'abril de 1843, Keeseville, Estats Units d'Amèrica - 30 de juny de 1942, Nova York) va ser un pintor, fotògraf, alpinista i explorador estatunidenc que va esdevenir famós per les seves imatges de l'Oest americà. Veterà de la Guerra Civil dels Estats Units, les seves fotografies van insipirar la creació del Parc Nacional de Yellowstone.